# Nikolaus Wilhelm zu Nassau

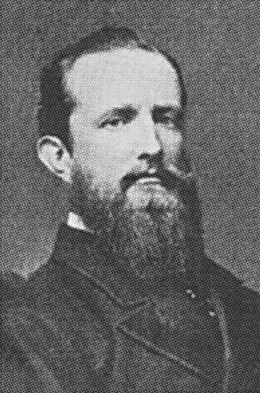
Nikolaus Wilhelm Prinz zu Nassau

Prinz Nikolaus „Niclas“ Wilhelm zu Nassau (* 20. September 1832 in Schloss Biebrich; † 17. September 1905 in Wiesbaden) war ein nassauischer Prinz, preußischer General der Infanterie und Präsident der ersten Kammer der Landstände des Herzogtums Nassau.

## Leben

### Herkunft
Seine Eltern waren Herzog Wilhelm von Nassau (1792–1839) und dessen Frau Pauline von Württemberg (1810–1856).

### Militärkarriere
Der junge Generalstabsoffizier Robert Roth wurde 1840 zum „Gouverneur“ und damit zum Aufseher über die Ausbildung des Prinzen ernannt. Diese Funktion hatte Roth bis zum Jahr 1849 inne. Prinz Nikolaus trat am 25. Februar 1845 als Unterleutnant in das 2. Infanterieregiment der Nassauischen Armee ein und wurde dort am 24. Juli 1849 Oberleutnant. Am 2. Februar 1850 schied er aus der Armee aus und ging als Oberstleutnant beim 18. Jägerbataillon in österreichische Dienste. Mitte Juni 1854 trat er dann als Hauptmann à la suite im dortigen Jägerbataillon in Nassauische Dienste zurück und wurde am 1. Juli Major à la suite des Jägerbataillons. Als solcher nahm er im österreichischen Hauptquartier am Krieg 1859 in Italien teil. Nach der Absetzung von Otto I. von Griechenland im Jahre 1862 versuchte der britische Premierminister Lord Palmerston ihn auf den griechischen Thron zu heben. In den Augen der britischen Regierung wäre ein König mit guten Verbindungen nach Russland dort nützlich gewesen. Dagegen aber sprach sich Kaiser Napoleon III. aus, der dort keinen Offizier sehen wollte, der noch vor kurzem gegen ihn gekämpft hatte. So wurde Wilhelm von Schleswig-Holstein-Sonderburg-Glücksburg 1863 als Georg I. König von Griechenland.
Nikolaus wurde am 1. Januar 1864 zum Oberst sowie am 1. Februar 1865 zum Generalmajor befördert. Nach dem Deutschen Krieg und der Annexion des Herzogtums Nassau trat er am 16. März 1867 in die Preußische Armee über und wurde mit dem Charakter als Generalmajor à la suite angestellt. Während des Deutsch-Französischen Krieges befand Nikolaus sich beim Gardekorps und nahm an den Schlachten bei Gravelotte, Sedan und Le Bourget sowie der Belagerung von Paris teil. Für Sedan erhielt er das Eiserne Kreuz II. Klasse und für Paris das Kreuz I. Klasse. Im weiteren Verlauf seiner Militärkarriere verlieh ihm der preußische König am 11. Juni 1879 den Charakter als Generalleutnant sowie am 10. September 1897 den Charakter als General der Infanterie.
Er war Ritter des Nassauischen Hausordens vom Goldenen Löwen und Großkreuz des Militär- und Zivildienst-Ordens Adolphs von Nassau mit Schwertern sowie des Roten Adlerordens.

### Ehe und Familie

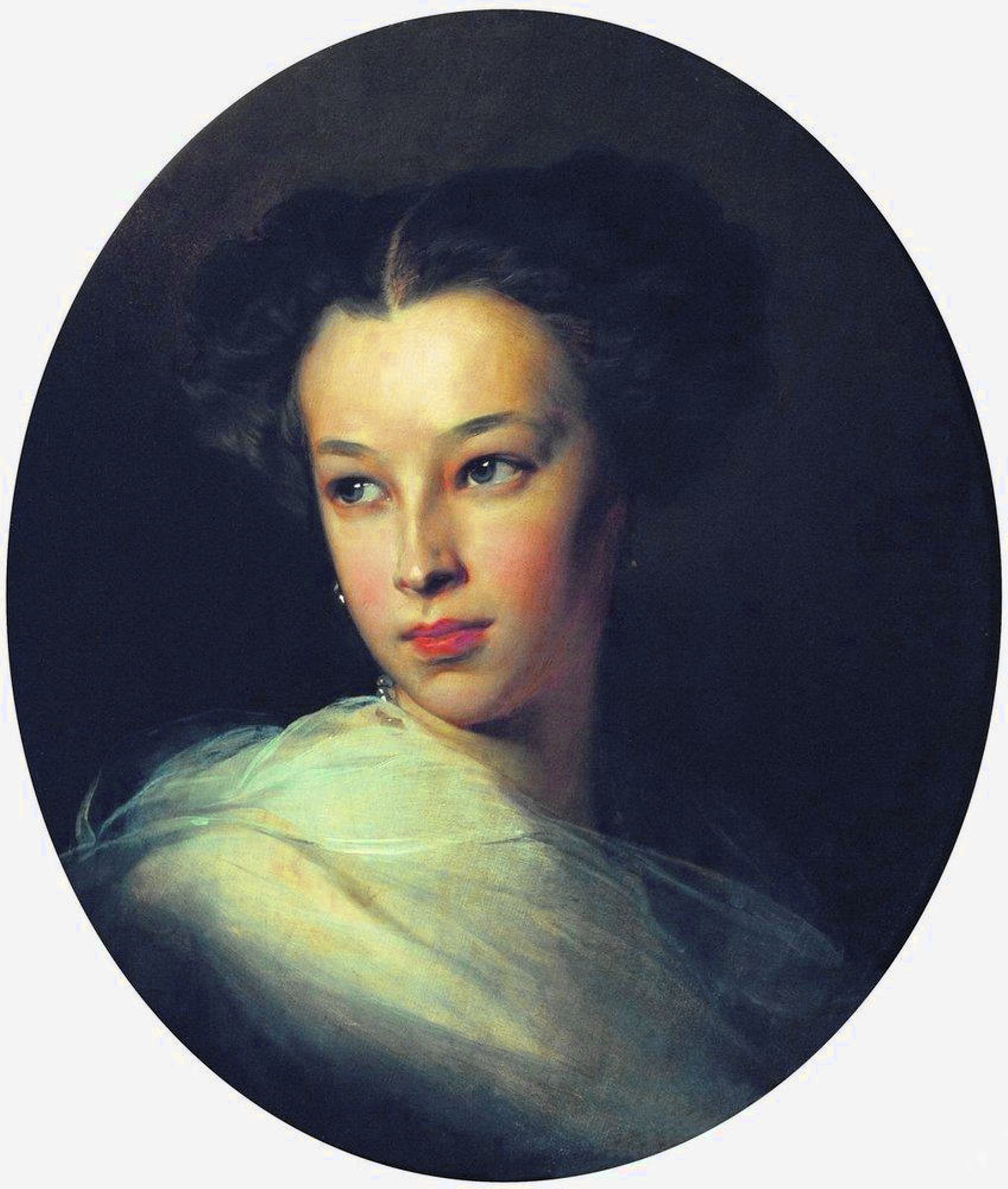
Natalia Puschkin (1836–1913)

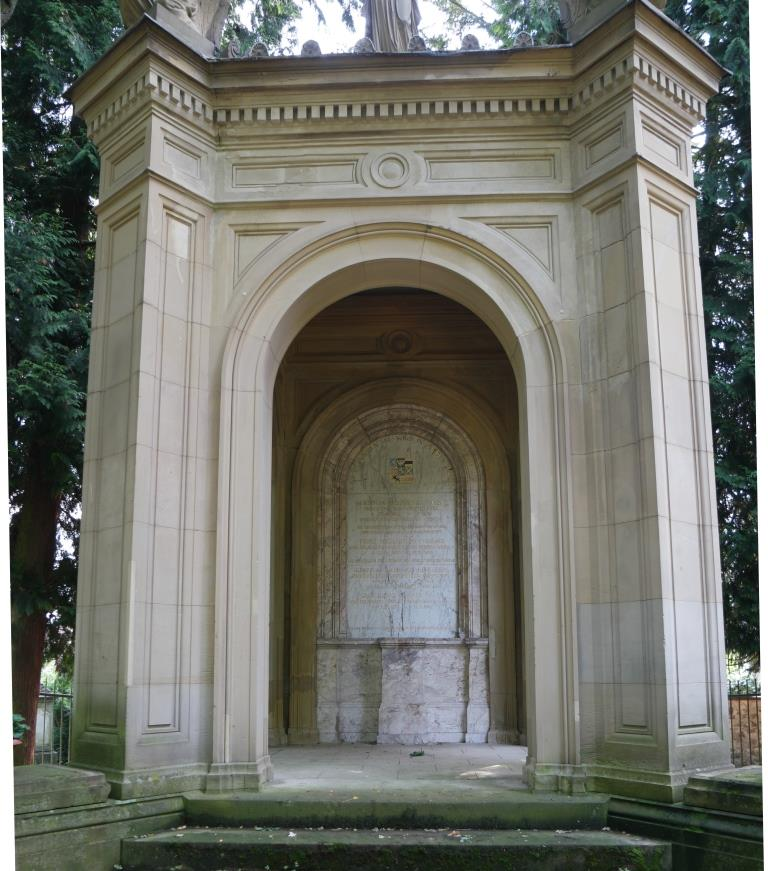
Grabmal von Prinz Nikolaus Wilhelm zu Nassau auf dem Alten Friedhof in Wiesbaden

1856 vertrat Nikolaus bei den Krönungsfeierlichkeiten des Zaren Alexander II. das Herzogtum Nassau. Dort lernte er Natalia Puschkin, damals noch die Frau des russischen Generals Michail Leontiewitsch von Dubelt (1822–1900), kennen. Die Ehe war unglücklich, und Natalia versuchte sich ab 1862 von ihrem Mann, mit dem sie drei Kinder hatte, zu trennen. Die Scheidung erfolgte aber erst am 18. Mai 1868.
Am 1. Juli 1868 heiratete der Prinz in morganatischer Ehe Natalia Puschkin (* 23. Maijul. / 4. Juni 1836greg. in Sankt Petersburg; † 10. Märzjul. / 23. März 1913greg. in Cannes), Tochter des russischen Dichters Alexander Sergejewitsch Puschkin. Durch die nicht-standesgemäße Heirat durfte sie den Titel ihres Mannes nicht führen. Am 29. Juni 1868 erhielt sie deshalb von Nikolaus’ Schwager, Fürst Georg Viktor von Waldeck-Pyrmont, für sich und ihre Kinder den gräflichen Titel von Merenberg. Durch die späteren Forderungen von Erb- und Erbfolgeansprüchen entwickelte sich die Affäre Merenberg.
Das Paar hatte folgende Kinder:
- Sophie von Merenberg, Gräfin von Torby (1868–1927) ⚭ Großfürst Michail Michailowitsch Romanow (1861–1929)
- Alexandra Gräfin von Merenberg (1869–1950) ⚭ Maxime de Elia
- Georg Nikolaus Graf von Merenberg (1871–1948)

⚭ 12. Mai 1895 Prinzessin Olga Alexandrowna Jurjewskaja (1873–1925) Tochter von Kaiser Alexander II. von Russland
⚭ 2. Januar 1930 Adelheid Moran-Brambeer (1875–1942)
Ab 1869 bis zu seinem Tod wohnte das Paar in einer stattlichen Villa in Wiesbaden.

### Politik
Nikolaus zu Nassau war qua Geburt 1859 bis 1866 Mitglied der ersten Kammer der nassauischen Landstände und stand der Kammer als Präsident vor. Die Kandidatur im Reichstagswahlkreis Regierungsbezirk Wiesbaden 1 für die Wahl zum konstituierenden Reichstag des Norddeutschen Bundes 1867 scheiterte deutlich.
Ab 1856 war er Mitglied des nassauischen Staatsrates.
Er war Präsident des Wiesbadener Roten Kreuzes.